# Ernst Torulf
Ernst Torsten Torulf, född 9 oktober 1872 i Friggeråkers församling i Skaraborgs län, död 30 november 1936 i Göteborg, var en svensk arkitekt som huvudsakligen var verksam i Göteborg. Han var bror till ingenjören Helge Torulf och farbror till författaren Gunnel Beckman och den fascistiska politikern Nora Torulf.

## Biografi
Ernst Torulfs föräldrar var disponent Johan Nilsson och Helga Maria Nilsson, född Fagerström. Efter studenten vid Högre allmänna läroverket i Skara studerade han vid Chalmers tekniska institut i Göteborg 1888–1893 och vid Kungliga Akademien för de fria konsterna i Stockholm 1893–1896. Torulf var anställd på ritkontor 1896–1897, vid Eksjö stad 1897–1898 och vid Skara stad 1898–1899. Åren 1901–1903 var han verksam i Stockholm, men flyttade därefter tillbaka Göteborg. Åren 1906–1912 arbetade han i kompanjonskap med Ivar Tengbom i Stockholm varefter han drev egen verksamhet och kom att bidraga till göteborgsarkitekturens nya storhetstid. Han var medarbetare vid Jubileumsutställningen i Göteborg 1923.
Hans stil kan ofta uppfattas som tung och pompös, med sin förkärlek för släta murar och mörkt tegel.
Torulf har fått en gata - Ernst Torulfsgatan - uppkallad efter sig i Munkebäck i stadsdelen Kålltorp i östra Göteborg.

## Verk (i urval)
- Vattentorn i Skara, 1898
- Vattentorn i Lidköping, 1899
- Skaraborgs läns sparbank, Järnvägsgatan 16, Skara, 1902–1905
- Göteborgs högskola, tillsammans med Erik Hahr, 1904–1907
- Borås rådhus, tillsammans med Tengbom, 1906–1910
- Klubbhus för Göteborgs golfklubb i Hovås, tillsammans med Tengbom, 1910[5]
- Renströmska badanstalten i Stampen, Göteborg, 1910[5]
- Trefaldighetskyrkan i Arvika, tillsammans med Tengbom,  1909–11
- Sparbanken, Storgatan 8, Halmstad, tillsammans med Tengbom, 1912–1914
- Vanföreanstalten i Göteborg, 1912
- Renströmska sjukhuset i Kålltorp, Göteborg, 1913.
- Gamla Badhuset i Åmål, 1913
- Varmbadhuset – nu musikskola – i Falkenberg, 1914
- Elverkets understation i Bagaregården, Göteborg, 1914[5]
- Villor i Lorensbergs villastad: Villa Lembke vid Högåsplatsen 4 (1915), Ågrenska villan vid Högåsplatsen 2 (1916) och Villa Smedmark vid Bengt Lidnersgatan 7 (1916) samt Villa Torulf vid Högåsplatsen 3 (1918)
- Västra Vallgatan 53, Varberg, 1917
- Frimurarlogens hus i Göteborg, ombyggnad 1918
- Latinläroverket (nuvarande Hvitfeldtska gymnasiet, Göteborg, 1919
- Caroline Wijks sjuksköterskehem i Vasastaden, Göteborg, 1919[5]
- Sparbanken, Järnvägstorget, Ulricehamn, 1921–1922
- Sparbanken, Storgatan 37, Falkenberg, 1921
- Naturhistoriska museet, 1923
- Centralposthuset, Göteborg, 1925
- Sparbanken, Storgatan 7–9, Falköping, 1926-1928.
- Rörbeckska huset, Falkenberg, 1929[6]
- Grand Hôtel, Falkenberg, 1930
- Säffle samrealskola, 1931
- Västgötabanans stationshus, Göteborg, 1932[5]
- Trollhättans högre allmänna läroverk, 1935
- Ögon- och öronpoliklinik, Sahlgrenska sjukhuset, Göteborg, 1936

## Bilder av några verk

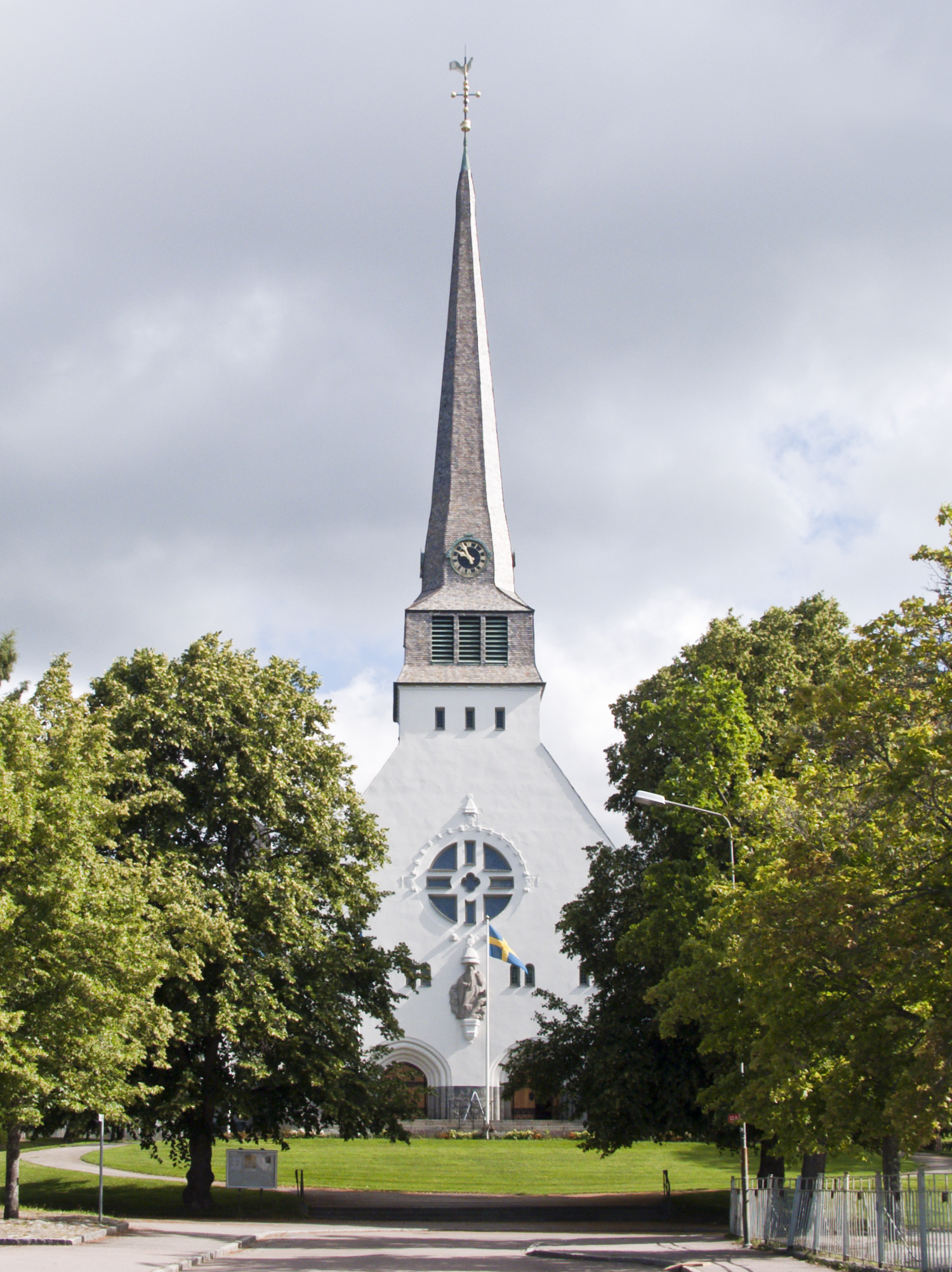
Trefaldighetskyrkan i Arvika
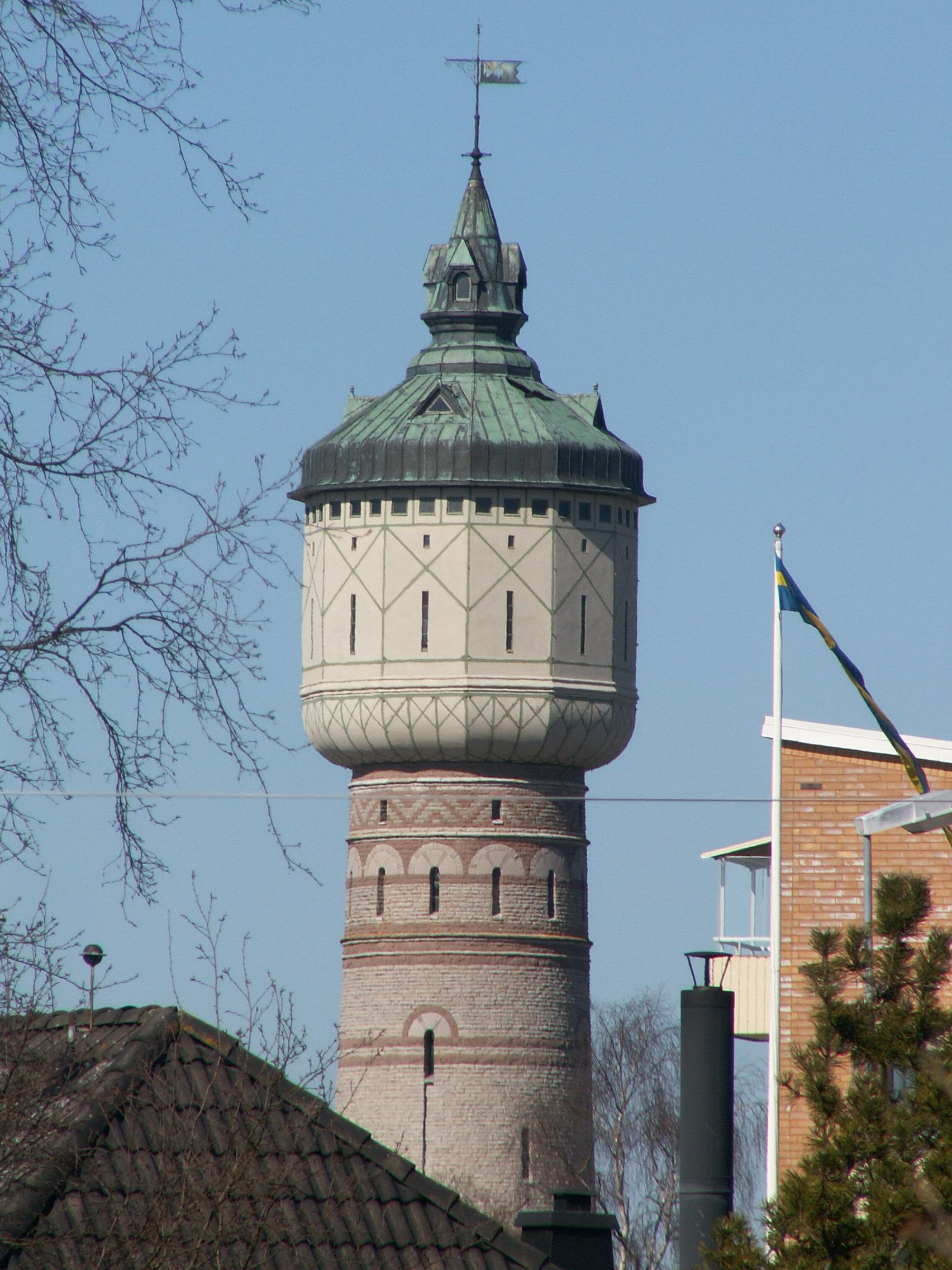
Vattentornet i Skara
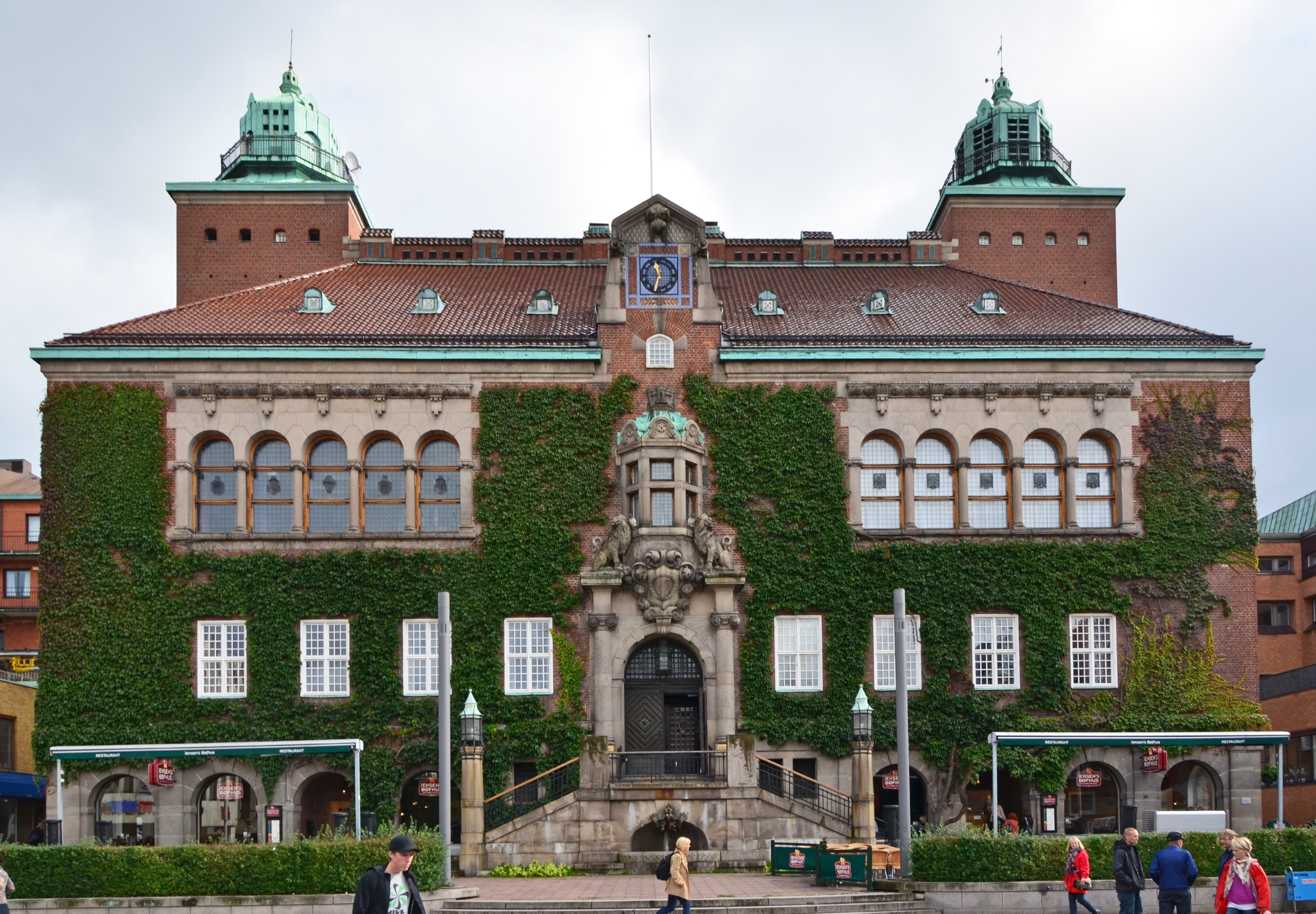
Borås rådhus
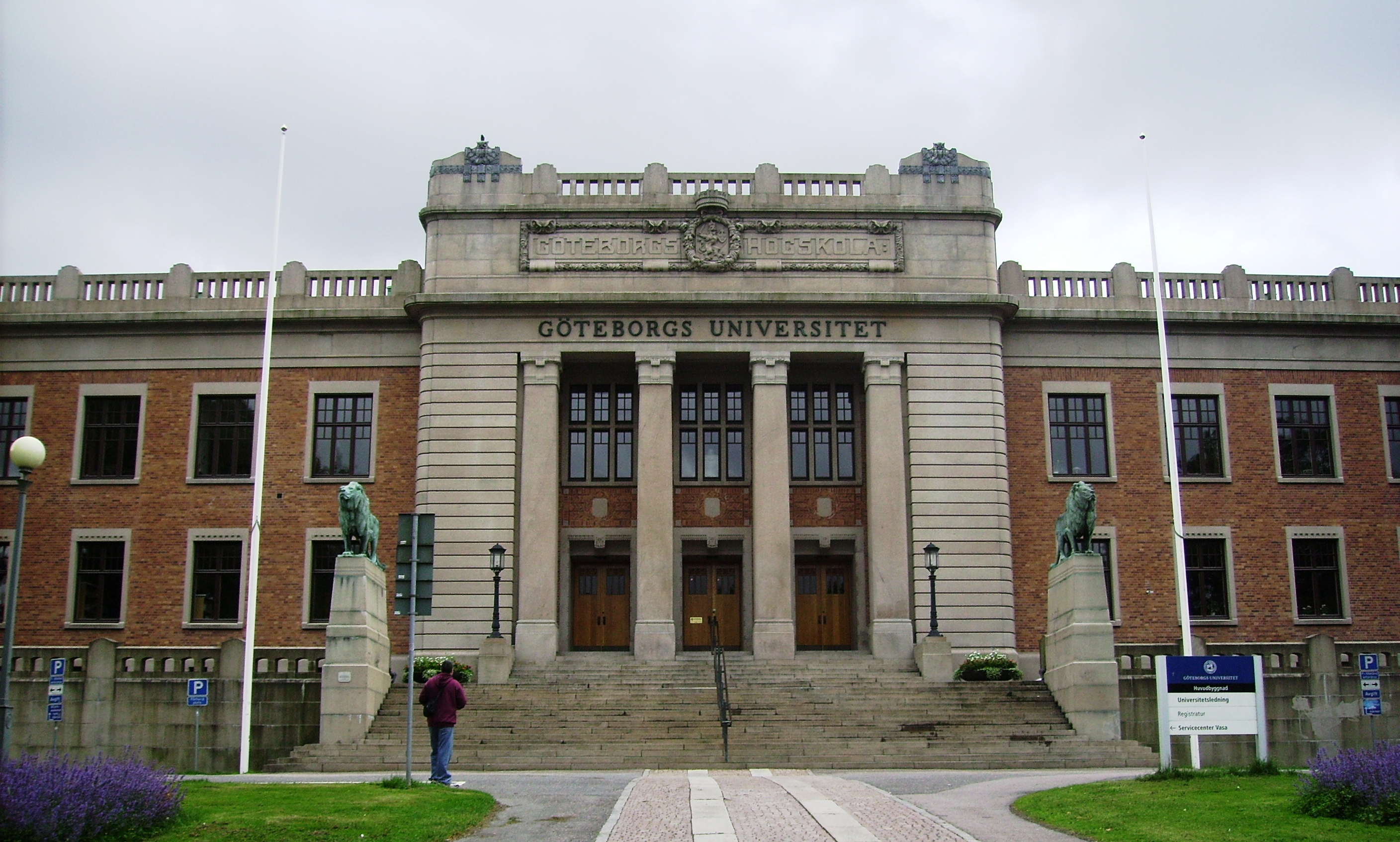
Göteborgs högskola (numera Göteborgs universitets huvudbyggnad)
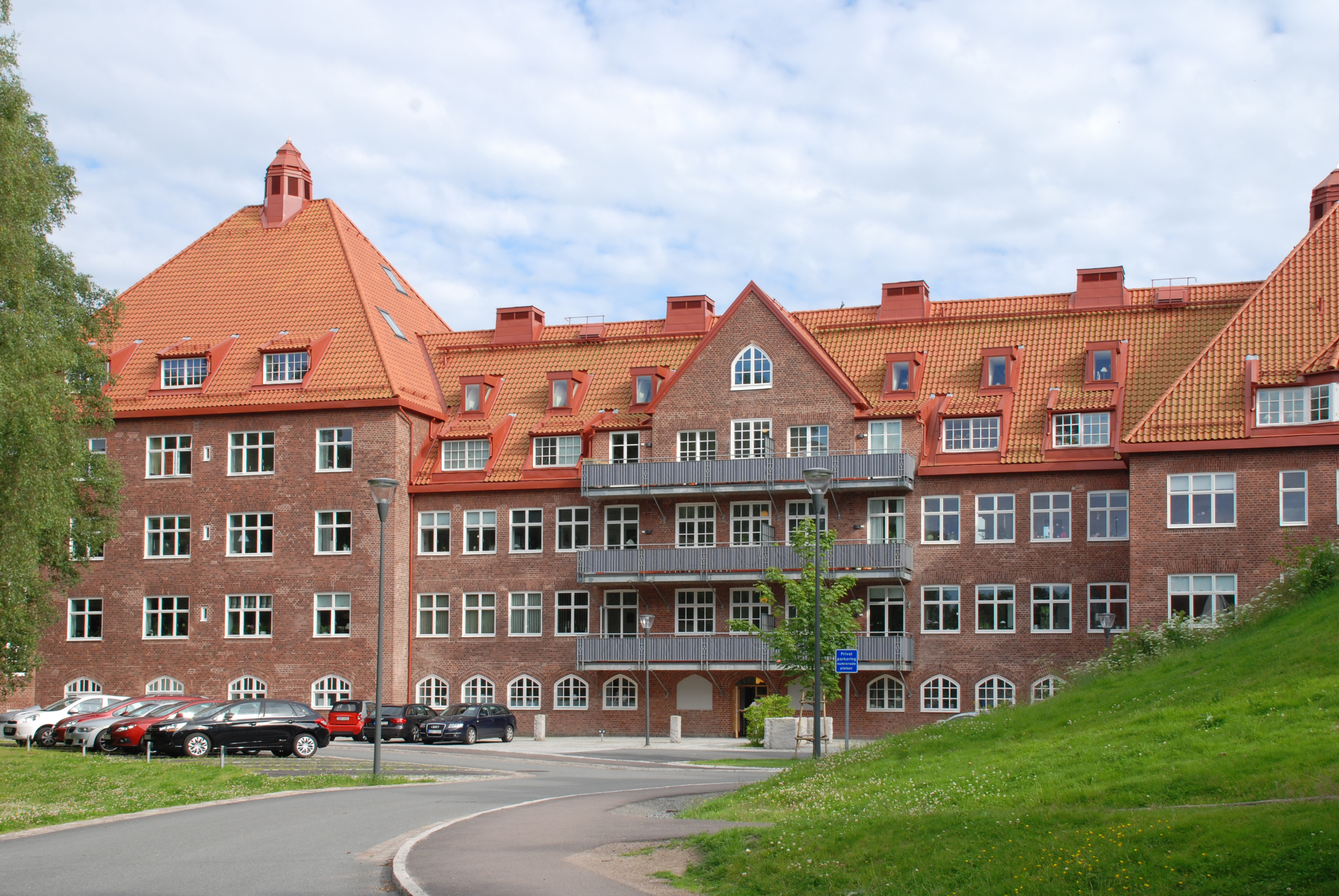
Renströmska sjukhuset i Göteborg
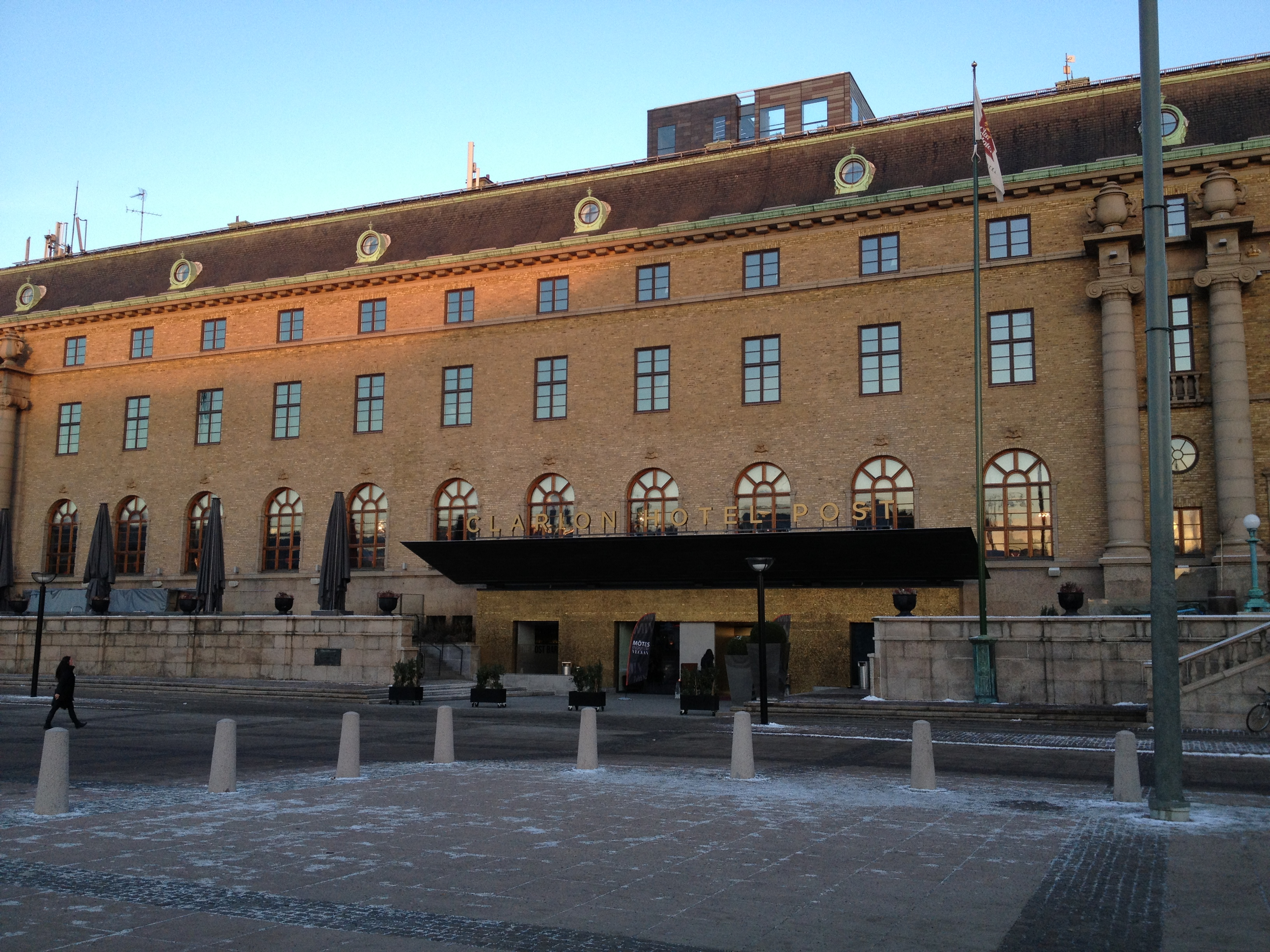
Göteborgs Centralpost
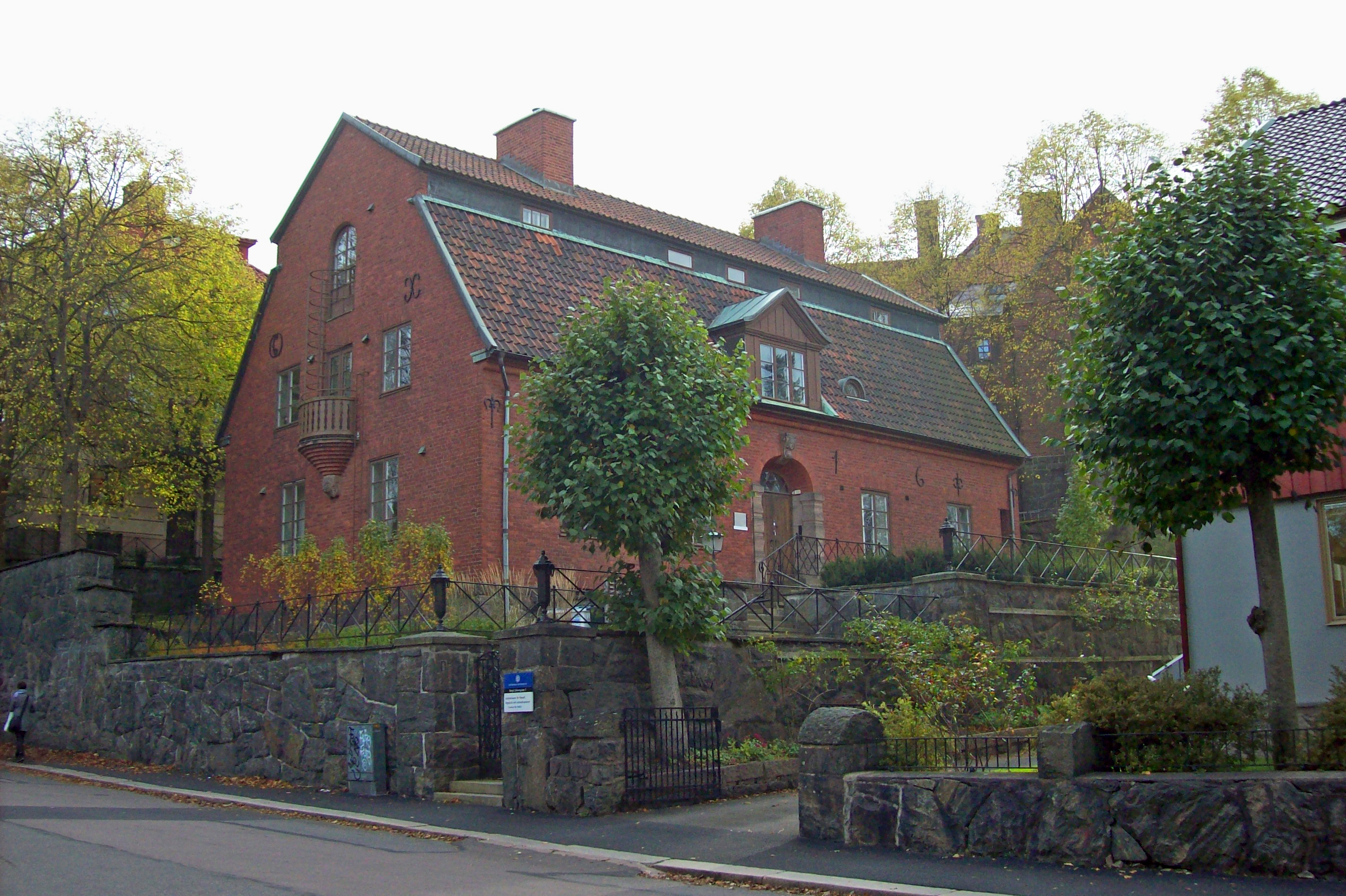
Lorensberg 11:2, Göteborg
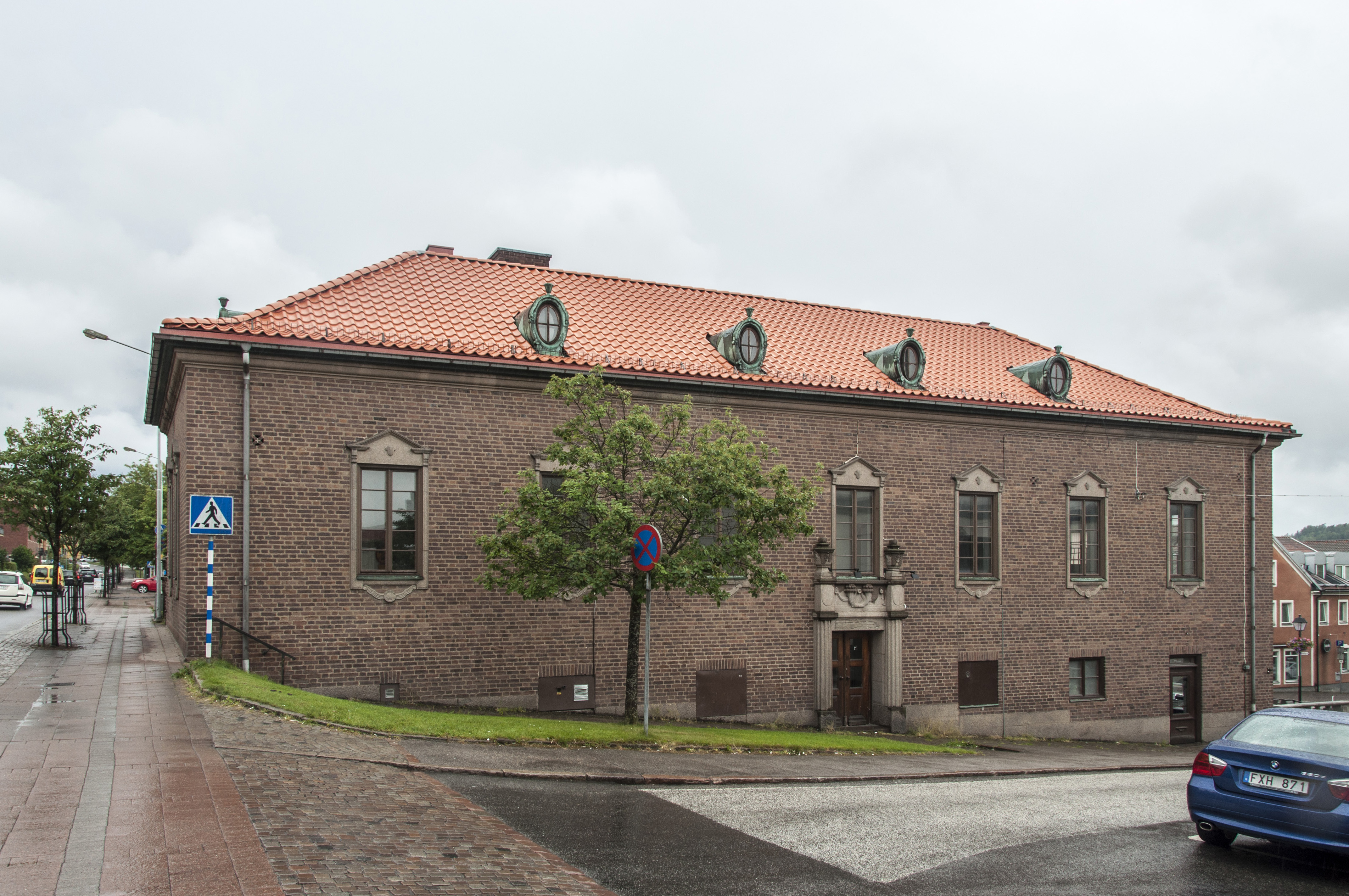
Sparbanken Ulricehamn
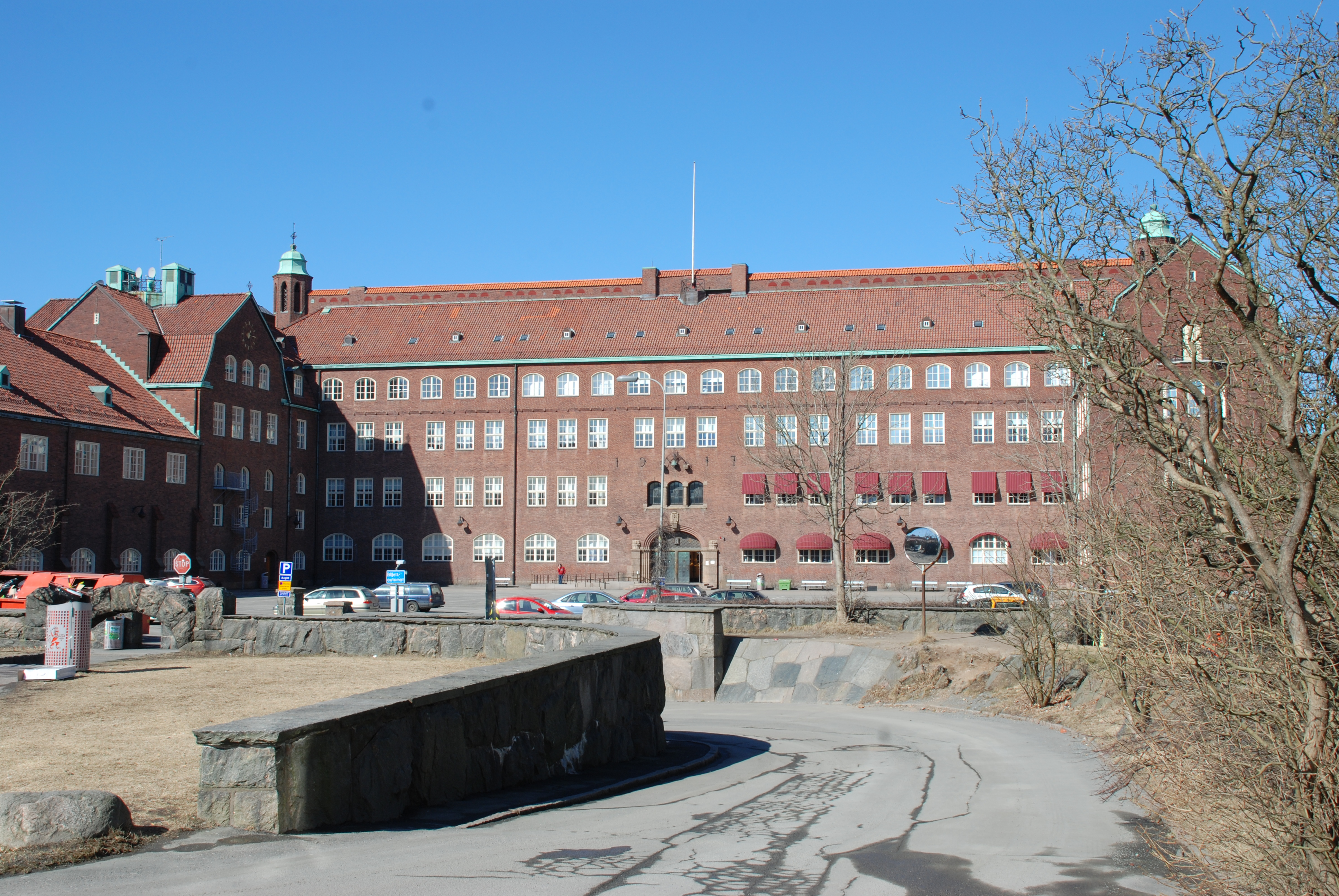
Hvitfeldtska gymnasiet i Göteborg
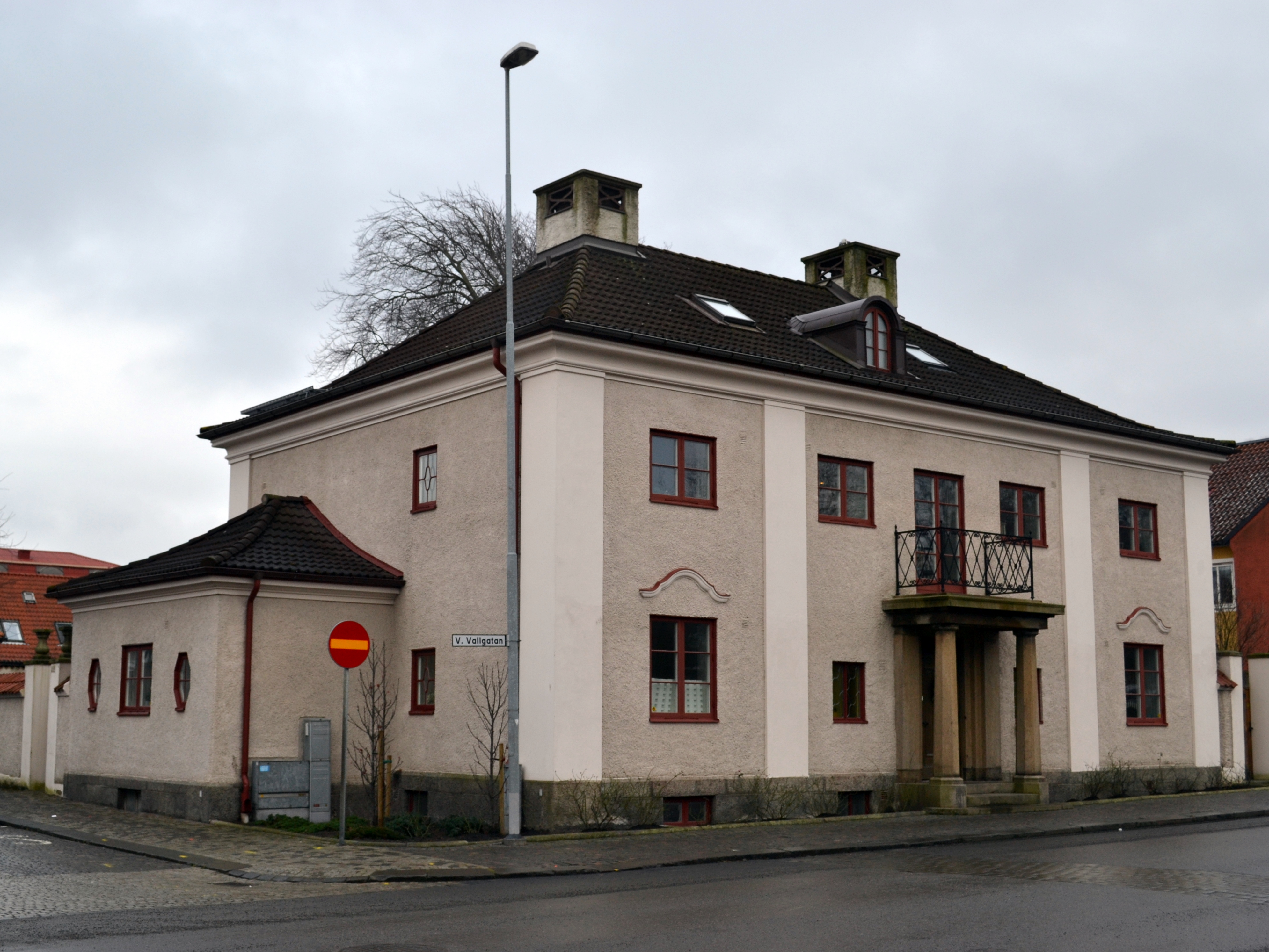
Västra Vallgatan 53, Varberg
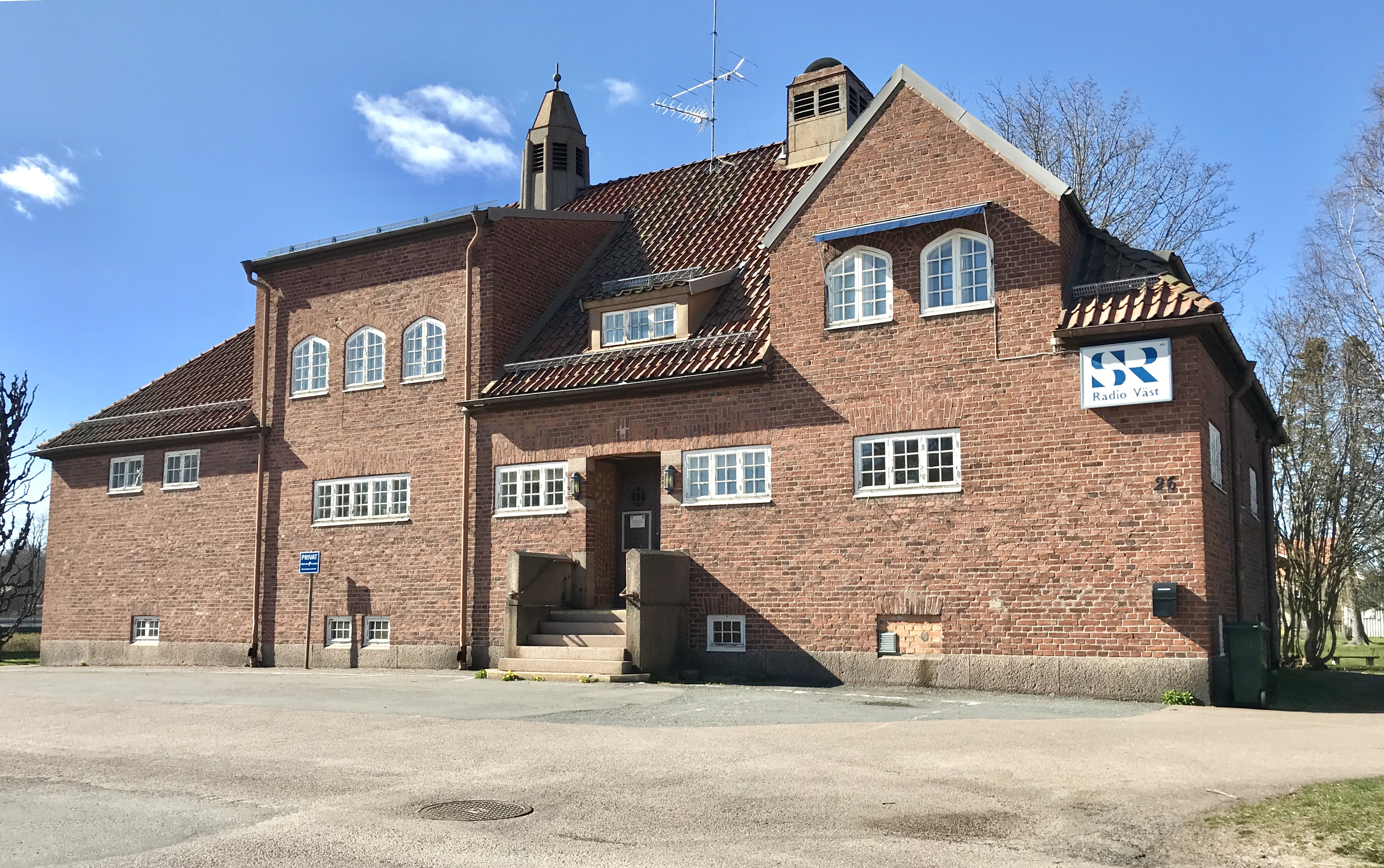
Gamla Badhuset i Åmål

### Fotnoter
1. 1 2 3  Arkitekter verksamma i Sverige, 11 juli 2014.[källa från Wikidata]
2. ↑  Andreas Beyer & Bénédicte Savoy (red.), Artists of the World Online, K.G. Saur Verlag och Walter de Gruyter, 2009, 10.1515/AKL, Artists of the World konstnärs-ID: 00206959T.[källa från Wikidata]
3. ↑  Arkitekter verksamma i Sverige, 9 januari 2015.[källa från Wikidata]
4. ↑   Sveriges dödbok 1901-2009 Swedish death index 1901-2009 (Version 5.0). Solna: Sveriges släktforskarförbund. 2010. Libris 11931231. ISBN 978-91-87676-59-8
5. 1 2 3 4 5  Från Börsen till Park Avenue: Intressanta göteborgsbyggnader uppförda mellan 1850 och 1950, uppställda i kronologisk ordning och avbildade på vykort, Ove Nylén, Haspen Förlag 1988 ISBN 91-970916-3-4, s. 66, 75, 81, 96.
6. ↑  byggnadspresentation